# Didemnum minisculum
Didemnum minisculum är en sjöpungsart som beskrevs av Kott 200. Didemnum minisculum ingår i släktet Didemnum och familjen Didemnidae. Inga underarter finns listade i Catalogue of Life.